# GBU-28
GBU-28 je ameriška lasersko vodena bomba teže 5000 lb (2268 kg), namenjena predvsem za uničevanje močno utrjenih objektov in objektov, ki se nahajajo pod zemljo, kot so bunkerji. Od tod izvira tudi poimenovanje bunker buster. Nastala je zaradi potreb ameriških sil med zalivsko vojno leta 1991 za potrebe uničevanja iraških poveljniških centrov, ki so se nahajali globoko pod zemljo. 

## Zasnova
Že pred začetkom zalivske vojne so se ZDA začele pripravljati na morebitno vojno proti Iraku, pri čemer se je pojavilo vprašanje, kako delovati proti globoko vkopanim vojaškim bunkerjem. Domneva, da so obstoječe bombe, namenjene napadom na utrjene cilje ne primerne za to nalogo, se je potrdila kasneje med samo vojaško operacijo, saj so iraški podzemni objekti kljub neposrednim zadetkom bomb ostali nepoškodovani.
Postalo je jasno, da bo potrebno izdelati novo vrsto orožja, ki bo zmožno globlje prodreti skozi zemljo in beton, pri tem pa naj bi zarad čimhitrejše izdelave uporabili že obstoječe sestavne dele. Ocenjeno je bilo, da bo predelava obstoječe bombe za napad na utrjene cilje, BLU-109 trajala 1 - 2 meseca, kar je bilo predolgo. Izračuni so pokazali, da bo nova bomba zahtevala čimvečjo maso in manjši premer za dosego ustrezne prebojnosti. Da bi to dosegli, so za izdelavo ohišja bombe uporabili izrabljene topovske cevi havbic M201 kalibra 8 in (203 mm), ki so bile hkrati izdelane iz dovolj odpornega jekla, da bi zdržalo penetracijo v utrjen cilj.
Za izdelavo ohišja bombe je bilo potrebno cevi temeljito predelati, in sicer je bilo potrebno povečati notranji premer cevi, odstraniti zunanje dele cevi in namestiti konico bombe. Slednje je zaradi velikosti ohišja predstavljalo precejšen problem, kar so rešili s predhodnim segrevanjem ohišja, da je bil dosežen tesni ujem med ohišjem in konico. Sočasno so potekali testi v vetrovniku za določitev aerodinamičnih parametrov in popravki programske kode za lasersko vodenje. Končna različica bombe je tehtala 2268 kg (od tega je bilo 285 kg eksplozivne polnitve), kar je bilo v območju nosilnosti lovskih bombnikov, kot sta F-15E in F-111. Ohišje je dobilo oznako BLU-113 in je imelo dolžino 4 m, premer 40 cm in debelino sten približno 6 cm. 
Prva prototipa sta bila izdelana v rekordnem času 17 dni, čeprav je bilo mnogo sestavljanja potrebno opraviti ročno. Eden od prototipov je bil uporabljen za test prebojnosti pri udarcu v zemljo pri odmetu z letala, kjer se je zaril približno 30 m globoko. Drugi prototip je bil s pomočjo raketnega motorja izstreljen v železobetonske plošče skupne debeline 6,7 m. Prototip je uspešno prebil vse plošče in kljub temu ohranil toliko energije, da je do zaustavitve preletel še približno kilometer razdalje. 

## Bojna uporaba
Po uspešnih testih prvih dveh prototipov sta bili še dve ohišji poslani na polnjenje z eksplozivom in štiri dne kasneje sta bili bombi že na poti v Savdsko Arabijo. Tam sta bili naloženi na par jurišnikov F-111, katerih cilj je bil bunker v iraški letalski bazi Al Taji v bližini Bagdada, kjer je bilo eno zadnjih zatočišč iraške vojske in poveljstva. Prvo letalo je zaradi nesporazuma cilj zgrešilo, bomba, odvržena z drugega letala, pa je zadela predvideno točko in se zarila globoko v tla. Dim iz ventilacijskih jaškov nekaj sekund kasneje je bil dokaz za močno eksplozijo znotraj bunkerja in njegovo popolno uničenje. Kmalu zatem je Irak pristal na premirje.
Bomba je bila uporabljena tudi v napadu sil zveze NATO na Zvezno republiko Jugoslavijo leta 1999, kjer je bil cilj vojaški bunker v beograjski mestni četrti Straževica, vendar napad ni uspel.
Okoli 50 bomb je naročil tudi Izrael, ki naj bi jih po nekaterih virih uporabil za bombardiranje podzemnih skrivališč Hamasa v Gazi v letih 2008 in 2009.
Leta 2009 se je kot odgovor na drugi severnokorejski jedrski poskus, maja 2009, tudi Južna Koreja odločila za nakup bomb.